# International Day Against Homophobia, Transphobia and Biphobia
International Day Against Homophobia, Transphobia and Biphobia (svenska: internationella dagen mot homofobi, transfobi och bifobi) är en internationell temadag vars syfte är att öka medvetande om HBTQ-rättigheter. Den firas årligen den 17 maj. Datumet valdes eftersom WHO slutade klassa homosexualitet som en psykisk sjukdom 17 maj 1990.
Temanamnet kan förkortas IDAHO, IDAHOT eller IDAHOBIT. IDAHO är inte ett registrerat varumärke, utan får användas fritt.

## Historia

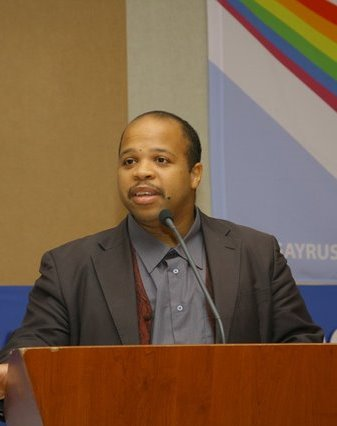
Louis-Georges Tin, grundare av International Day Against Homophobia, Transphobia and Biphobia

Dagen, som ett koncept, skapades 2004. En årslång kampanj kulminerade i den första internationella dagen mot homofobi den 17 maj 2005. 24 000 individer liksom organisationer som International Lesbian and Gay Association (ILGA), International Gay and Lesbian Human Rights Commission (IGLHRC), World Congress of LGBT Jews och Coalition of African Lesbians
undertecknade en vädjan om att stödja "IDAHO-initiativet". Aktiviteter för dagen ägde rum i många länder, inklusive de första hbt-evenemangen någonsin som ägde rum i Kina och Bulgarien. I Storbritannien koordinerades kampanjen av LGBT Humanists UK.
2009 lades transfobi till kampanjens namn och aktiviteterna det året fokuserade främst på transfobi (våld och diskriminering mot transpersoner). En ny namninsamling lanserades i samarbete med HBT-organisationer 2009, och den fick stöd av mer än 300 icke-statliga organisationer från 75 länder, samt tre Nobelpristagare (Elfriede Jelinek, Françoise Barré-Sinoussi och Luc Montagnier). På tröskeln till den 17 maj 2009 blev Frankrike det första landet i världen att officiellt ta bort transpersoners frågor från sin lista över psykiska sjukdomar. 
Fransmannen Louis-Georges Tin var dagens grundare och var dess kommittéordförande tills han avgick i september 2013. Han efterträddes av den internationellt kända venezuelanska transrättighetsaktivisten, advokaten och juridikprofessorn Tamara Adrián, som blev en av de första translagstiftarna i Latinamerika år 2015.
Louis-Georges Tin och två andra kommittémedlemmar startade en hungerstrejk i juni 2012 för att uppmana den franske presidenten François Hollande att införa en FN-resolution som avkriminaliserar homosexualitet.
Enforcement Act of Judicial Yuan Interpretation No. 748 som legaliserade samkönade äktenskap i Taiwan antogs på den internationella dagen mot homofobi, transfobi och bifobi 2019, med lagen som trädde i kraft den 24 maj 2019.

## Mål och aktiviteter
Huvudsyftet med mobiliseringarna den 17 maj är att öka medvetenheten om våld, diskriminering och förtryck av HBT-samhällen över hela världen, vilket i sin tur ger en möjlighet att vidta åtgärder och gå i dialog med media, beslutsfattare, allmänna opinionen och ett bredare civilt samhälle.
Ett av de uttalade målen med den 17 maj är att skapa ett evenemang som kan vara synligt på global nivå utan att behöva anpassa sig till en specifik typ av åtgärd. Detta decentraliserade tillvägagångssätt behövs på grund av olikheter i sociala, religiösa, kulturella och politiska sammanhang, där kränkningar av rättigheter förekommer. Som sådant leder detta till en mängd olika evenemang och tillvägagångssätt för att fira den internationella dagen mot homofobi.
Trots de tre huvudfrågorna som nämns i firandets namn anses denna dag allmänt vara ett initiativ som "arbetar för att främja rättigheterna för människor med olika sexuella läggning, könsidentiteter eller könsuttryck och könsegenskaper."

## 17 maj runt om i världen

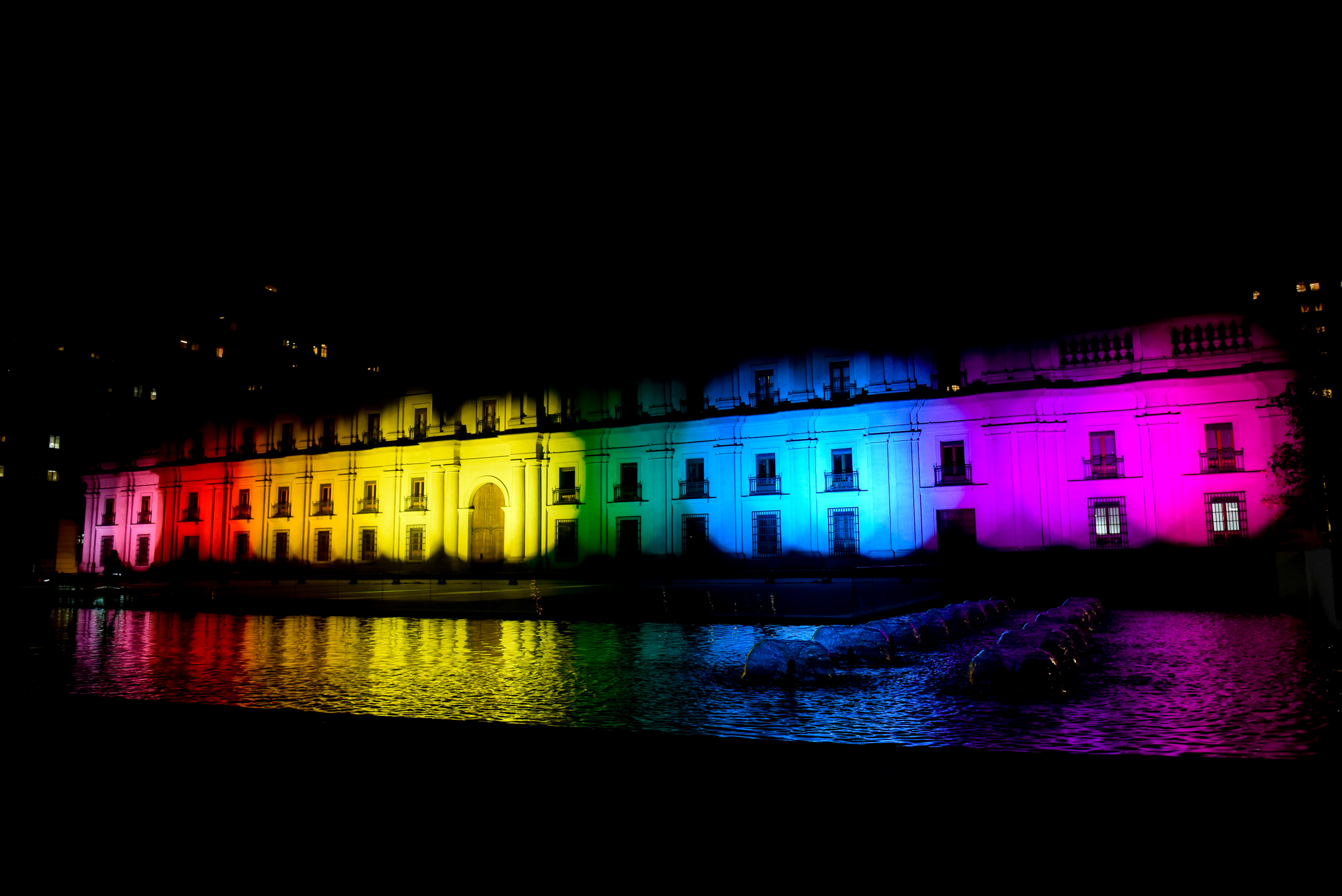
Monedapalatset upplyst i HBT-flagga för IDAHO 2017.

Dagen är särskilt mycket firad i Europa och Latinamerika, där den firas med offentliga evenemang i nästan alla länder. Den 17 maj markeras också i flera länder i alla världens regioner, år 2013 i 32 av de 76 länder i världen, där samkönade relationer är kriminaliserade. I Sverige har statliga organ uppmärksammat dagen; bland annat har Länsstyrelsen i Skåne län haft regnbågsflaggan hissad.
Vanliga manifestationer är storskaliga gatumarscher, parader och festivaler. På Kuba, till exempel, har Mariela Castro Espín lett en enorm gatuparad den 17 maj till ära de senaste tre åren. I Chile 2013 gick 50 000 personer ut på gatorna för att markera den 17 maj och VIII Santiago Equality march.
Konst- och kulturbaserade evenemang är också vanliga. Till exempel organiserade bangladeshiska aktivister musikfestivalen "Love Music Hate Homophobia" 2013. Albanska HBT-aktivister hade under 2012 och 2013 organiserat en årlig cykelrundtur den 17 maj genom gatorna i huvudstaden Tirana. År 2013 efterlyste dagens kommitté internationella åtgärder för en Global Rainbow Flashmob för att markera den 17 maj. Aktivister i 100 städer, i 50 länder, deltog med olika offentliga evenemang som att man spände ut färgade ballonger, dansflashmobs, musikevenemang, uppträdanden och gatukonst.
Den 17 maj 2019 blev Taiwan det första landet i Asien som lagligt erkände samkönade äktenskap.
I Nepal firas denna dag som internationella dagen mot queer/MOGAI-fobi samt IDAHOT.